# Bozkov
Bozkov (en allemand : Boskau) est une commune du district de Semily, dans la région de Liberec, en République tchèque. Sa population s'élevait à 588 habitants en 2021.

## Géographie
Bozkov se trouve à 4 km au nord du centre de Semily, à 25 km au sud-est de Liberec et à 90 km au nord-est de Prague.
La commune est limitée par Jesenný au nord, par Roztoky u Semil et Příkrý à l'est, par Semily au sud et à l'ouest, et par Železný Brod à l'ouest.

## Galerie

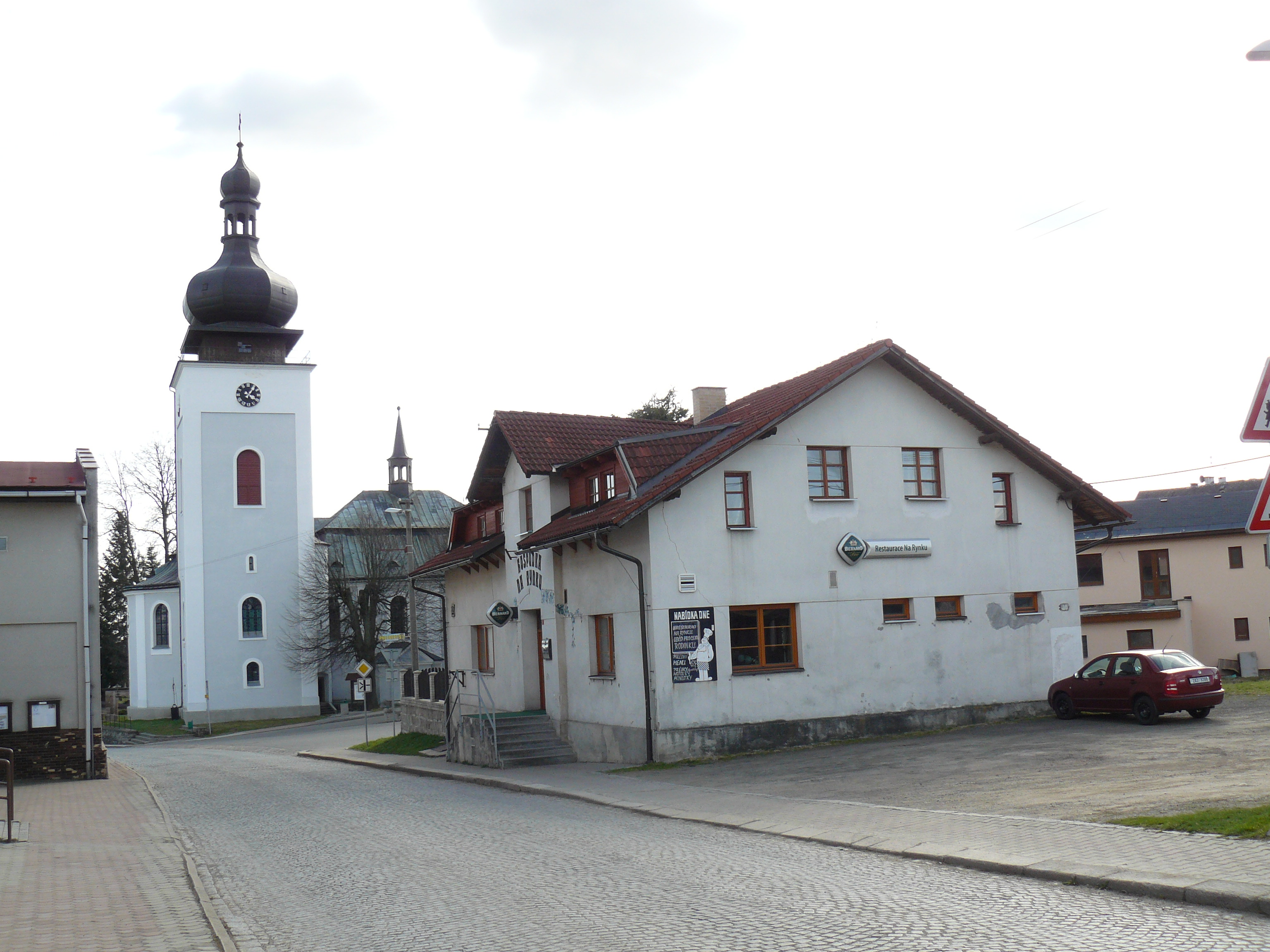
Centre du village.
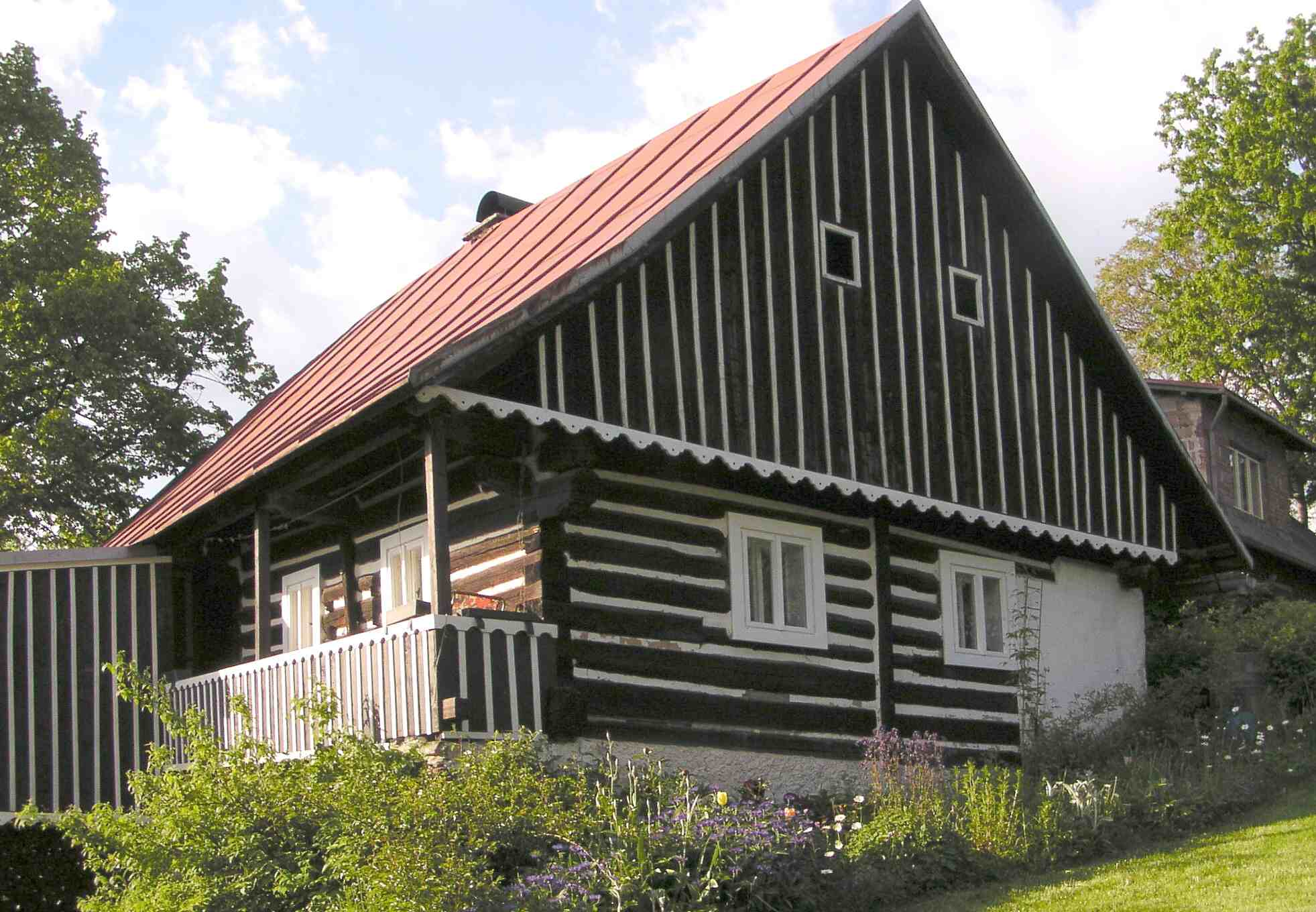
Maison traditionnelle.

## Histoire
La première mention écrite du village date de 1352.

## Transports
Par la route, Bozkov se trouve à 8 km du centre de Semily, à 35 km de Liberec et à 114 km de Prague.